# Campionati statunitensi di sci alpino 1992
I Campionati statunitensi di sci alpino 1992 si svolsero a Winter Park; furono assegnati i titoli di discesa libera, supergigante, slalom gigante, slalom speciale e combinata, sia maschili sia femminili.
Trattandosi di competizioni valide anche ai fini del punteggio FIS, vi parteciparono anche sciatori di altre federazioni, senza che questo consentisse loro di concorrere al titolo nazionale statunitense.

## Risultati

### Uomini

#### Discesa libera
| Pos. | Atleta | Nazione |
| ---- | ------ | ------- |
| 1    | ?      | ?       |
| 2    | ?      | ?       |
| 3    | ?      | ?       |

#### Supergigante
| Pos. | Atleta       | Nazione     |
| ---- | ------------ | ----------- |
| 1    | Erik Schlopy | Stati Uniti |
| 2    | ?            | ?           |
| 3    | ?            | ?           |

#### Slalom gigante
| Pos. | Atleta       | Nazione     |
| ---- | ------------ | ----------- |
| 1    | Erik Schlopy | Stati Uniti |
| 2    | ?            | ?           |
| 3    | ?            | ?           |

#### Slalom speciale
| Pos. | Atleta | Nazione |
| ---- | ------ | ------- |
| 1    | ?      | ?       |
| 2    | ?      | ?       |
| 3    | ?      | ?       |

#### Combinata
| Pos. | Atleta           | Nazione     |
| ---- | ---------------- | ----------- |
| 1    | Toni Standteiner | Stati Uniti |
| 2    | ?                | ?           |
| 3    | ?                | ?           |

### Donne

#### Discesa libera
| Pos. | Atleta       | Nazione     |
| ---- | ------------ | ----------- |
| 1    | Kate Pace    | Canada      |
| 2    | Hilary Lindh | Stati Uniti |
| 3    | ?            | ?           |
| 4    | ?            | ?           |

#### Supergigante
| Pos. | Atleta      | Nazione     |
| ---- | ----------- | ----------- |
| 1    | Diann Roffe | Stati Uniti |
| 2    | ?           | ?           |
| 3    | ?           | ?           |

#### Slalom gigante
| Pos. | Atleta      | Nazione     |
| ---- | ----------- | ----------- |
| 1    | Diann Roffe | Stati Uniti |
| 2    | ?           | ?           |
| 3    | ?           | ?           |

#### Slalom speciale
| Pos. | Atleta      | Nazione     |
| ---- | ----------- | ----------- |
| 1    | Diann Roffe | Stati Uniti |
| 2    | ?           | ?           |
| 3    | ?           | ?           |

#### Combinata
| Pos. | Atleta       | Nazione     |
| ---- | ------------ | ----------- |
| 1    | Hilary Lindh | Stati Uniti |
| 2    | ?            | ?           |
| 3    | ?            | ?           |